# Кельмикюла
Ке́льмикюла, также Ке́лмикюла  (эст. Kelmiküla — Плутишкина деревня) — микрорайон в районе Пыхья-Таллинн города Таллина, столицы Эстонии. 

## География
Расположен в северной части Таллина. Граничит с микрорайонами Каламая, Ваналинн, Кассисаба и Пелгулинн. Площадь — 0,21 км². Плотность населения на 1 января 2023 года — 6785,7 чел/км². 

## Улицы
В микрорайоне Кельмикюла проходят улицы Рейзияте, Роху, Саани, Суве, Сюгизе и Техника.

## Население
| Численность населения микрорайона Кельмикюла на 1 января по данным Регистра народонаселения | Численность населения микрорайона Кельмикюла на 1 января по данным Регистра народонаселения | Численность населения микрорайона Кельмикюла на 1 января по данным Регистра народонаселения | Численность населения микрорайона Кельмикюла на 1 января по данным Регистра народонаселения | Численность населения микрорайона Кельмикюла на 1 января по данным Регистра народонаселения | Численность населения микрорайона Кельмикюла на 1 января по данным Регистра народонаселения | Численность населения микрорайона Кельмикюла на 1 января по данным Регистра народонаселения | Численность населения микрорайона Кельмикюла на 1 января по данным Регистра народонаселения |
| 2008                                                                                        | 2010                                                                                        | 2011                                                                                        | 2012                                                                                        | 2013                                                                                        | 2014                                                                                        | 2015                                                                                        | 2016                                                                                        |
| ------------------------------------------------------------------------------------------- | ------------------------------------------------------------------------------------------- | ------------------------------------------------------------------------------------------- | ------------------------------------------------------------------------------------------- | ------------------------------------------------------------------------------------------- | ------------------------------------------------------------------------------------------- | ------------------------------------------------------------------------------------------- | ------------------------------------------------------------------------------------------- |
| 911                                                                                         | ↗950                                                                                        | ↗1008                                                                                       | ↗1028                                                                                       | ↗1101                                                                                       | ↗1198                                                                                       | ↗1266                                                                                       | ↘1198                                                                                       |
| 2017                                                                                        | 2018                                                                                        | 2019                                                                                        | 2020                                                                                        | 2021                                                                                        | 2022                                                                                        | 2023                                                                                        |                                                                                             |
| ↗1266                                                                                       | ↗1341                                                                                       | ↗1349                                                                                       | ↗1362                                                                                       | ↗1396                                                                                       | ↗1402                                                                                       | ↗1425                                                                                       |                                                                                             |

## История
В средние века территория Кельмикюла являлась выгоном для скота, который относился к замку Тоомпеа. Считается, что выгон появился вскоре после основания ревельского епископства в 1240 году.
Согласно народным преданиям, здесь находили убежище люди, нарушившие закон в городе и его окрестностях (Шаблон:Lang-et—kelm — «мошенник»).
В конце шведского владычества на территории современного Кельмикюла планировалось построить новый район города, но в 1700 году началась Северная война, и эти планы не были претворены в жизнь.
В 1810 году землю между современными улицами Палдиское шоссе, Суве и Сюгизе купил садовник Сёрен Торнфельд и создал здесь питомник. В 1864 году землю выкупил садовник-декоратор и ботаник Август Генрих Дитрих и основал здесь своё садоводческое хозяйство, которое стало самым крупным в Ревеле. После смерти Дитриха в 1897 году хозяйство прекратило своё существование.
В 1860 году началось строительство Балтийской железной дороги, и в 1871 году на территории Кельмикюла был построен Балтийский вокзал. К 1970 году его восстановленное после Второй мировой войны здание в стиле историзма было основательно перестроено в широко распространённом тогда стиле рационализма.
В 1880 году в Кельмикюла была основана Таллинская железнодорожная техническая школа. Один год она работала в деревянном здании за железнодорожным вокзалом, а в 1881 году переехала на улицу Техника, где к 1885 году был построен главный корпус и малый учебный корпус. В 1900 году были построены школьные мастерские и спортзал. В 1995 году главное здание школы было внесено в Государственный регистр памятников культуры Эстонии как памятник архитектуры и истории.

## Предприятия и учреждения
- Toompuiestee 37 — Балтийский вокзал;
- Tehnika tn 18 — Таллинская европейская школа[эст.];
- Tehnika tn 23 — Кельмикюлаский детский сад;
- Toompuiestee 27/ Paldiski mnt 4 — гостиница «Meriton Grand  Hotel Tallinn».
- Toompuiestee 37/1 — гостиница «GO Hotel Snelli»;
- Rannamäe tee 3 — пятизвёздочный отель «The Park Mansion».

До 22 августа 2016 года в историческом здании по адресу улица Техника 18 работала Таллинская транспортная школа.

## Общественный транспорт
По территории Кельмикюла проходят маршруты городских автобусов № 8, 22, 40, 41, 41В, 59 и 66 и троллейбусные маршруты № 1, 4 и 5.

## Галерея
- Микрорайон Кельмикюла
- Здание бывшей Таллинской
транспортной школы
- Балтийский вокзал
- Вид на Кельмикюла с Вышгорода
- Гостиница «Meriton Grand Hotel Tallinn»
- Дом на улице Техника, в котором жил художник Адамсон-Эрик
в 1936–1968 годах